# 格蘭德河
格兰德河是位于北美南部的河流，在墨西哥稱為布拉沃河（西班牙語：Río Bravo），更正式的稱呼為北布拉沃河（西班牙語：Río Bravo del Norte）。
全長3034公里，是美國第四長的河流，並作为美墨边境长2000公里，流域面积57万平方公里。
該河起源於美國科羅拉多州的圣胡安山脉，先往東再從北至南把新墨西哥州分為兩部份，並在艾爾帕索開始成為美墨的界河，一直到注入墨西哥灣為止。現在也是美墨的水源糾紛河流。
大部分气候比较干燥（夏季多暴雨），植被稀疏。